# テレサ・テン
テレサ・テン（1953年1月29日 - 1995年5月8日、中華圏で使用された名前は鄧麗君〈デン・リージュン〉）は、台湾出身の歌手。1970年代から1990年代にかけて、中華文化圏全域ないし日本・タイ・マレーシアなども含めたアジアにおいて人気を博し、「アジアの歌姫」と呼ばれる。

## 生涯
テレサ・テンの活動年次は、主に「平野久美子著『テレサ・テンが見た夢』晶文社」に基づく

### 生い立ち
父・鄧枢（てん・しゅう  1915年 - 1990年）は河北省大名県出身の中国国民党側の軍人。第二次世界大戦終結までは中国大陸に進出した日本軍とも戦っていた。母親は山東省出身。両親は国共内戦で敗れた中華民国政府とともに台湾に移った外省人の一組だった。兄三人と弟一人という男兄弟に囲まれて育った。父は戦前に日本軍と戦っていたこともありテレサの日本デビューに当初は反対したという。

### 少女スターとして
10歳の時、ラジオ局主催の歌唱コンテストで優勝。天才少女として注目を集め、14歳の時にプロ歌手としてデビューする。
16歳のとき、主演映画が製作され、女優デビューを果たす。その後、シンガポールやタイ、マレーシアでも人気に火が付き、18歳で香港でもレコードをリリース、アジアのトップスターとなる。

### 日本進出と国外退去処分
1973年、香港で「日本の父さん」と呼ばれる舟木稔（のちの所属レコード会社トーラスレコード社長）は、アジアでのテレサ・テン人気に目を付け、足繁く台湾や香港に通ってテレサと両親を説得。当時勤めていた「日本ポリドール」との契約を実現させる。
1974年、21歳のときに日本での歌手活動を開始する。すでにアジアのスターであったテレサは、アイドル歌謡曲路線の「今夜かしら明日かしら」で日本デビューを果たすが、不発に終わった。そこで演歌歌謡曲路線に転向したところ、日本デビュー2作目の「空港」が大ヒットし、第16回日本レコード大賞新人賞を獲得。その後も香港を拠点に、台湾や日本などアジア各地を行き来する多忙な日々を送る。
1979年2月、本来の中華民国のパスポートではなくインドネシアのパスポートで来日しようとしたため、旅券法違反で国外退去処分を受ける。当時日本は中華人民共和国を国家として承認し、中華民国とは国交を断絶していたため、中華民国のパスポートでは入国の際に煩雑な手続きが必要であった。そこでテレサは、インドネシアのパスポートで「エリー・テン」という名前で入国していた。舟木稔によると、「当時の台湾の著名人（歌手や芸能人を含む）は、皆インドネシアのパスポートを所有していた」という。パスポート自体はインドネシア政府筋による正式なもので、偽造パスポートではなかった。そのため、事件としては白黒はっきりしないグレーな決着となり、1年間の国外退去処分となった。
この事件で、日本だけでなく台湾からも非難の声が上がり、台湾当局はテレサの身柄の引き渡しを要求した。しかし、これに従えば数年間は歌手活動が出来なくなる、という考えから渡米する。事件から1年後の1980年、台湾政府への協力を条件に帰国を許されたテレサは、中華民国国軍の広告塔として活動し、「愛國藝人」と呼ばれた。
同時に台湾での歌手活動も再開。その後、再来日を果たすまで香港を活動の拠点にしていた。この頃アメリカでジャッキー・チェンと再会し思いを寄せるが、ジャッキーが取り巻きの前で侮辱行為をしたため破局。その後は友人関係となった。

### 中国本土・香港での人気拡大
1980年代初めには、中華人民共和国でもテレサのカセットテープのコピー品が出回っていた。特に人気だったのは、1930年代に中国で流行した「何日君再来（ホーリーチュンツァイライ）」（作詞：貝林 作曲劉雪庵）のカバーである。1983年には、香港でデビュー15周年を記念したツアーを行い、10万人を動員。しかしその影響力を嫌った中国共産党政府は、1983年ごろにテレサの歌を放送禁止にした。それでも人々は、ダビングしたカセットテープを聴いたり台湾の放送をキャッチしたりして、テレサの歌を密かに聴いていたという。中華圏のCDショップでは、現在でも1982年から1984年ごろの香港や台湾での公演の様子を収めたDVDがよく売られている。

### 日本再デビューと大ヒット
1984年、日本の音楽ファンの強い要望もあって、再来日が許可される。レコード会社もポリドールからトーラスレコードに移籍、荒木とよひさ作詞・三木たかし作曲の「つぐない」で日本再デビューを果たす。
「つぐない」は有線放送を通じて徐々にヒット、日本有線大賞など多数の賞を受賞する。翌1985年にリリースした「愛人」も再び荒木・三木コンビが手掛けてヒット。同曲で第36回NHK紅白歌合戦に初出場を果たす。「愛人」は有線放送のリクエストチャートで14週連続1位。1986年には、荒木・三木コンビによる三曲目となる「時の流れに身をまかせ」をリリース。これも大ヒットとなり、紅白に2年連続出場する。「つぐない」と「愛人」は、それぞれ日本で150万枚、『時の流れに身をまかせ』は200万枚を売り上げた。
1984年から1986年にかけ、『日本有線大賞』および『全日本有線放送大賞』の東西有線大賞で史上初の3年連続大賞・グランプリを受賞。1985年12月には、NHKホールにて最後のソロコンサートが開催された。

### 中国民主化支援と挫折
1986年、改革開放路線を進める中華人民共和国においてテレサの歌が事実上解禁されたことで人気が再燃。コンサートのオファーも届くようになり、同時期に米タイム誌によって世界7大女性歌手の1人に選ばれた。
1987年、住居を香港に移すのと同時に、日本以外での歌手活動をほとんど休止するようになった。
1989年5月27日には、かねてから中華人民共和国内で起きていた民主化要求デモを支援する目的で行われた、香港ハッピーバレー競馬場での中華人民共和国の民主化支援コンサートに参加。約30万人の前で、平和を願う「我的家在山的那一邊」（私の家は山の向こう）を歌い、亡命した民主化活動家とも交流した。しかしテレサの願いはかなわず、北京で天安門事件が発生。テレサの夢であった、両親の生まれた中国本土での初のコンサートも中止になった。当時、その心境を「夢は殺され 夢は見ることさえできなくなってしまった」と語っている。

### 死去
同1989年、失意のなかアジアを離れて、フランスのパリに単身移り住む。中国への思いをさらに深め、1992年に中国で広く愛されている「夜来香（イェライシャン）」を新たにレコーディングする。この頃、喘息を悪化させ、次第に体調を崩していく。1990年以降は表舞台からも距離を置き、日本を訪れることも稀になった。日本での最後のテレビ出演は、1994年11月に放送されたNHK『歌謡チャリティーコンサート』（仙台市にて公開録画）であった。
1995年5月8日、静養のためたびたび訪れていたタイ・チェンマイのメイピンホテルで気管支喘息による発作を起こし、搬送先のチェンマイラーム病院で死去した。苦しみのあまり部屋から出てきたテレサが倒れたところを、ホテルの従業員が発見し連絡。ラーム病院に救急搬送されたが、普段は10分で着くところが道路事情の悪さで30分を要した。応対した医師によると、搬送時にはすでに心肺停止状態で、心臓マッサージや電気ショックによる蘇生が45分間行われたが、現地時間17時30分（台湾時間同18時30分、日本時間同19時30分）に死亡したという。42歳没。
テレサの遺体は、同月12日未明に同チェンマイ国際空港からタイ国際航空機（TG636便）で台湾の中正国際空港（現・台湾桃園国際空港）に搬送された。このとき、空港には200人を超える報道陣と、陸海空三軍の儀仗兵らが出迎えた。そして同日、テレサの葬儀を行うための台湾政府葬儀委員会が発足した。翌13日に中華テレビ局内に設置された霊堂に安置され、棺にはテレサの好んだ色である紫の布がかけられていた。そこにはテレサの肖像が掲げられ、堂内には歌声が途切れることなく流されていた。この礼拝所にはその日だけで2000人を超える人が足を運んだ。同月28日に台北で公葬（国葬に準ずる）が執り行われ、世界各国から3万人のファンが詰め掛けた。遺体は実弟が持っていたチャイナドレスが着せられ、棺は中華民国の国旗と中国国民党の党旗（青天白日旗）で覆われた。

### 死去後

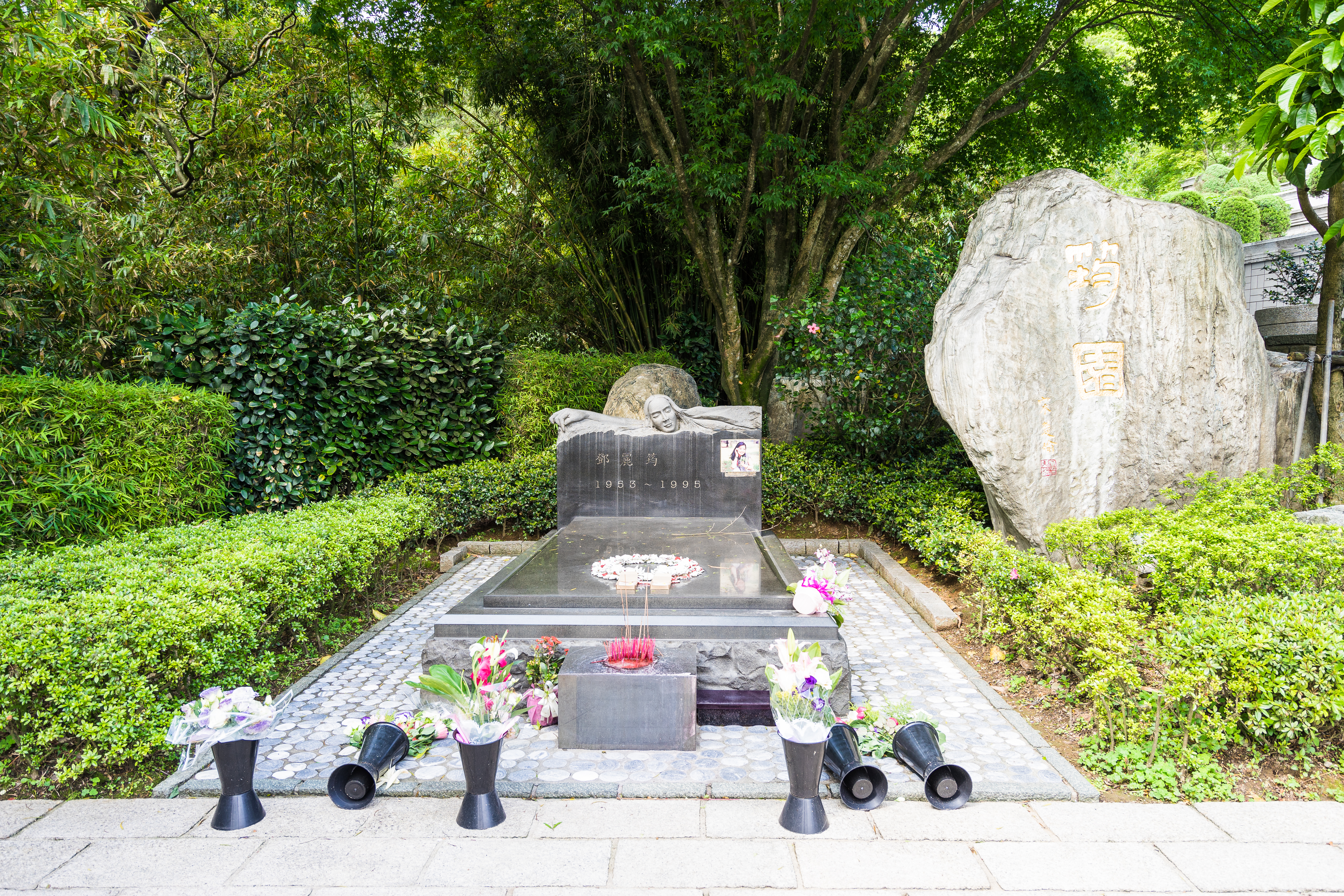
筠園

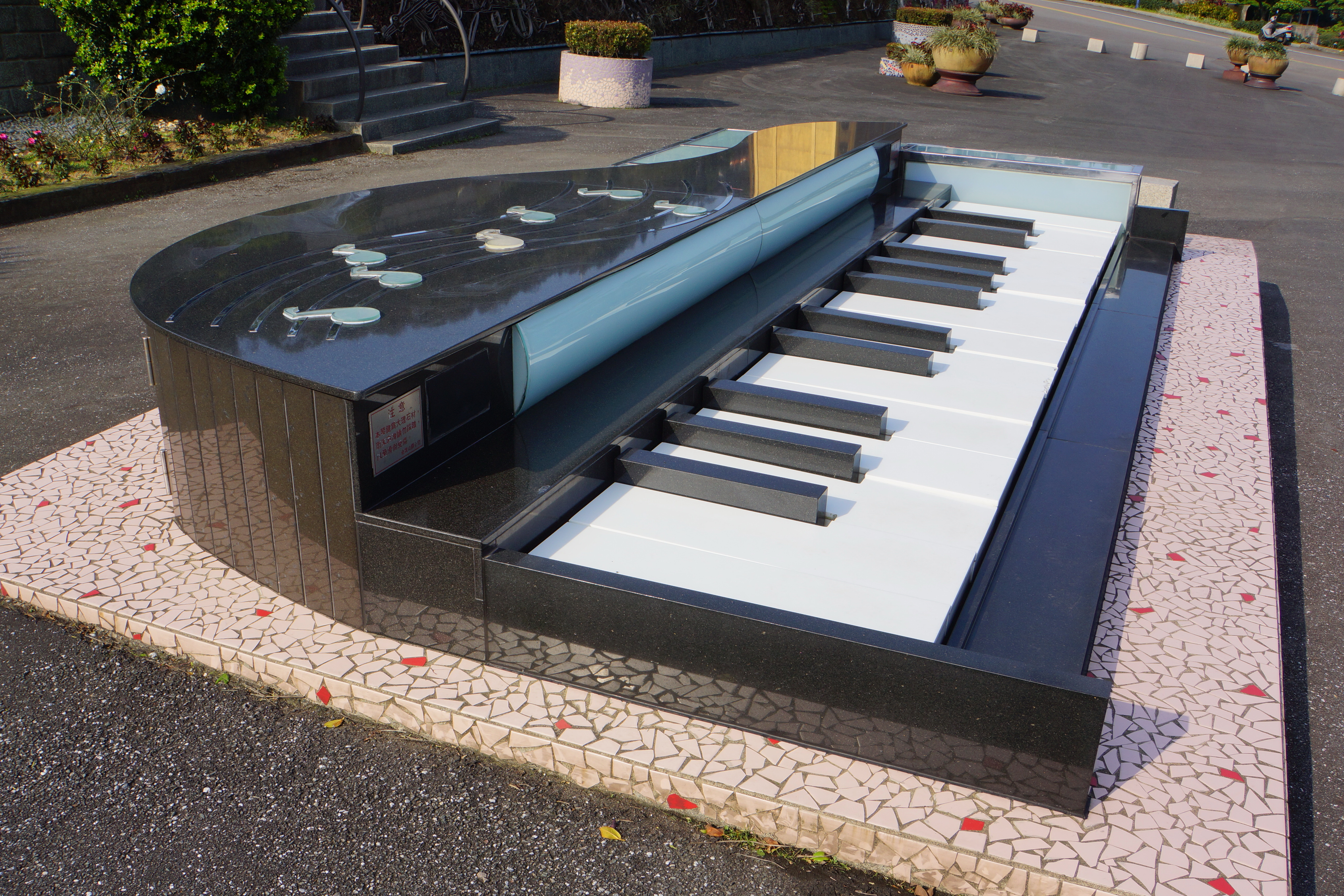
園内のピアノのモニュメント

墓所は台北市の北東に位置する新北市金山区西勢湖の金宝山にある。公園のように整備され、本名・鄧麗筠（君と筠の発音は同じ）の一字を取って「筠園」と呼ばれている。墓前には銅像があり、テレサの歌声が絶えず流されている。没後10年に当たる2005年5月8日には、日本をはじめとするアジア各国からファン300人ほどが墓所に詰めかけ、追悼集会を開いて生前のテレサ・テンを偲んだ。遺体は火葬されず、エンバーミングなどを施して土葬された。なお、台湾でこのような形で眠っているのは、蔣介石・蔣経国・テレサの3人のみである。
1995年の春にレコーディングする予定で作られた新曲「泣かないで」は、テレサが亡くなった翌年に新人歌手が歌い、テレサを追悼した。のちに「忘れないで - time to say good-bye -」として、7回忌に当たる2001年に、アグネス・チャンと北原ミレイによってレコーディングされた。
日本における発売元であるユニバーサルミュージックは、テレサの死後もCDやDVDを発表し、2008年5月時点で計200万枚を売り上げている。
1995年10月、中華電視公司・ポリグラム・トーラスレコードの出資でチャリティ組織「財団法人鄧麗君文教基金会」（TERESA TENG FOUNDATION）が設立された。テレサへの顕彰と、さまざまな文化、教育、音楽、芸術、チャリティー、その他の活動における関連事業や賞の促進・組織を行っている。
2009年8月、中華人民共和国政府系の総合インターネットサイト「中国網」が新中国建国60周年を前に行ったアンケート調査で、新中国で最も影響力のあった文化人に選出された。
2013年5月、中国・北京でテレサ・テン生誕60周年記念コンサート「追夢」が行われ、中国や台湾から集まった人気歌手がテレサの曲を歌唱した。
2015年5月23日、渋谷公会堂にて「テレサ・テン（鄧麗君）メモリアルコンサート〜 没20年追悼チャリティ音楽会〜」開催。9月15日には没後20年を記念して、台湾の郵政当局が切手冊子を発売した。
2025年4月、テレサの未発表曲が見つかったと発表された。三木たかしや荒木とよひさらとの共同作品で、1980年代半ばの録音と見られている。テレサの没後30年に合わせ、6月25日発売の作品集「三木たかしソングブック」に収録予定である。同曲にはタイトルがなかったため、三者のうち唯一存命の荒木が「ラブソングは夜露がお好き」と名付けた。

## 人物
身長165cm、血液型はO型。
作品の累計売上は、低く見積もっても1億枚を超えるという。
日本では演歌歌手のイメージが強いが、実際は幅広いジャンルの歌を歌っており、台湾や香港などで出されたアルバムには、演歌やムード歌謡に加えて台湾民謡や英語のポップス、日本語ポップスのカバー曲なども多数含まれている。1980年代後半以降のテレサは演歌・ムード歌謡というよりもJ-POP寄りで、ASKAや桑田佳祐、ZARDの坂井泉水らの曲も歌っている。
国語（標準的な中国語）に加えて台湾語・広東語・日本語・英語に堪能で、山東語・マレー語・フランス語などの言葉も話せたと言われる 。日本でリリースされた曲は約260曲ほどであるが、中国語でリリースした曲は1,000曲を越す。
英語名のテレサ (Teresa) は、彼女が尊敬するマザー・テレサにちなんだと言われてきたが、実際はカトリック信徒であった彼女の洗礼名を転用している。テンは本名の姓『鄧』の中国語音をウェード式表記し、英語読みしたものである。
父親は河北省、母親は山東省出身のともに外省人で、両親が生まれた中国大陸で歌うことが夢だったという。父親は元中国国民党軍の職業軍人で、テレサ自身も軍隊への慰問活動を熱心に行い、「軍人の恋人」（中国語：軍中情人）というニックネームがついた。

## 死亡説
1990年代にアジア各国で2回ほど死亡説が流布している。1度目は1990年5月〜6月に父親の葬儀への欠席をきっかけとした病死説、2度目は翌1991年4月〜5月に病死説・暗殺説が流れ、それを否定する本人のコメントが新聞記事などに取り上げられた。1995年5月の死亡時にも暗殺説が流れた。

## 有線放送
1985年にヒットした『愛人』は、有線放送のリクエストチャートで14週連続1位を記録。『日本有線大賞』では、1984年の『つぐない』・1985年の『愛人』・1986年の『時の流れに身をまかせ』で大賞3連覇を達成。また、『全日本有線放送大賞』でも、1984年の『つぐない』・1985年の『愛人』・1986年の『時の流れに身をまかせ』でグランプリ3連覇を達成して、浜崎あゆみが2003年に4連覇を達成するまで記録を維持した。

## テレサ・テンと中華人民共和国
テレサ・テンの歌は、1974年ごろから音楽テープによって、表現の自由だけでなく、諸外国の音楽の流入も制限されていた中華人民共和国に入り始めた。テレサが歌う「何日君再来」は、1980年代初頭に日中戦争中の抗日歌として解釈され、中国大陸でブームとなった。中華民国は、敵対関係にある中華人民共和国の統治区域に向けてテレサの歌声を大音量で流したり、音楽テープを付けた風船を大陸に向けて飛ばしたりすることで、中華人民共和国における反中国共産党政府感情を駆り立てようとした。そのため中国共産党当局は、テレサの歌を不健全な「黄色歌曲」（ピンク歌曲）と位置づけて音楽テープの販売・所持等を禁止する措置を取り、これは1983年末まで続けられた。実際には、中華人民共和国でテレサの歌が禁止されていた時期でも海賊版の音楽テープが流通していた。1987年に両政府の関係が改善し、オリジナルの音楽テープが販売されるようになった。
1989年6月4日に発生した天安門事件の際には、香港で行われた民主化デモ弾圧に対する抗議集会に参加、民衆の前で歌を披露し、中華人民共和国の民主化実現を訴えた。中国共産党政府による一党独裁を否定したテレサは、イギリスから中華人民共和国への返還が決まっていた香港を発ち、フランスのパリへ移住した。生前は中華人民共和国でのコンサートを希望していたが、天安門事件で中国共産党政府に失望したことから実現しなかった。
以上の行動から、テレサ・テンを「中華民国（台湾）の広告塔」ととらえる見方もあった。当時、中華人民共和国の国民の間で「昼は老鄧（鄧小平）のいうことを聞き、夜は小鄧（鄧麗君：テレサ・テン）を聴く」、「中華人民共和国は二人の鄧（鄧小平と鄧麗君）に支配されている」というジョークが流行った。
2009年中華人民共和国建国60周年を迎えるにあたり、中共国務院報道主催の「中国ネット」は7月24日から8月31日までの間、「新中国で最も影響力のある文化人物」のネット選出を行った。192人の候補者から、テレサが854万票の獲得で第1位にランクインし、2400万人の投票者の35.7%を占めた。

## ディスコグラフィー

### シングル
| #                    | 発売日               | タイトル                                  | c/w                                                   | レコード品番         |
| ポリドール・レコード | ポリドール・レコード | ポリドール・レコード                      | ポリドール・レコード                                  | ポリドール・レコード |
| -------------------- | -------------------- | ----------------------------------------- | ----------------------------------------------------- | -------------------- |
| 1st                  | 1974年3月1日         | 今夜かしら明日かしら                      | 雨にぬれた花                                          | DR 1835              |
| 2nd                  | 1974年7月1日         | 空港                                      | はぐれた小鳩                                          | DR 1865              |
| 3rd                  | 1974年10月21日       | 雪化粧                                    | 遠くから愛をこめて                                    | DR 1900              |
| 4th                  | 1975年3月21日        | 女の生きがい                              | 夜霧                                                  | DR 1920              |
| 5th                  | 1975年7月1日         | 夜の乗客                                  | 暗くなるまで                                          | DR 1944              |
| 6th                  | 1975年10月21日       | アカシアの夢                              | 満ち潮                                                | DR 1985              |
| 7th                  | 1976年6月1日         | 夜のフェリーボート                        | 赤坂たそがれ                                          | DR 6009              |
| 8th                  | 1977年2月1日         | ふるさとはどこですか                      | あなたに帰りたい                                      | DR 6073              |
| 9th                  | 1977年8月1日         | あなたと生きる                            | 海辺のホテル                                          | DR 6132              |
| 10th                 | 1978年5月10日        | 東京夜景                                  | 手紙                                                  | DR 6203              |
| 11th                 | 1980年7月21日        | 你 (あなた)                               | まごころ                                              | DR 6430              |
| 12th                 | 1981年2月28日        | ジェルソミーナの歩いた道                  | 西海岸から                                            | 7DX 1048             |
| トーラスレコード     |                      |                                           |                                                       |                      |
| 13th                 | 1983年10月21日       | ふたたびの                                | 旅人                                                  | 07TR-1043            |
| 14th                 | 1984年1月21日        | つぐない                                  | 笑って乾杯                                            | 07TR-1056            |
| 15th                 | 1985年2月21日        | 愛人                                      | 雨に濡れて                                            | 07TR-1086            |
| 16th                 | 1986年2月21日        | 時の流れに身をまかせ                      | 黄昏                                                  | 07TR-1115            |
| 16th                 | 1988年4月24日        | 時の流れに身をまかせ                      | 別れの予感                                            | 10TX-5008            |
| 16th                 | 1989年8月30日        | 時の流れに身をまかせ                      | 女の生きがい                                          | 10AX-2006            |
| 16th                 | 1994年3月2日         | 時の流れに身をまかせ                      | 雪化粧                                                | TADL-7903            |
| 17th                 | 1986年11月21日       | スキャンダル                              | 傷心                                                  | 07TR-1136            |
| 18th                 | 1987年6月21日        | 別れの予感                                | 酒醉的探戈                                            | 07TR-1150            |
| 19th                 | 1988年1月25日        | 恋人たちの神話                            | 硝子の摩天楼                                          | 07TR-1175            |
| 20th                 | 1989年3月8日         | 香港〜Hong Kong〜                         | 星のしずくに濡れて                                    | 10TX-7208            |
| 21st                 | 1989年7月26日        | 悲しい自由 (ニュー・ミックス・バージョン) | 香港〜Hong Kong〜 (ニュー・ミックス・バージョン)      | 10TX-7221            |
| 22nd                 | 1990年3月28日        | 涙の条件                                  | Yes, 愛につつまれ                                     | TADL-7307            |
| 23rd                 | 1991年2月27日        | 悲しみと踊らせて                          | 寝物語を聴かせて                                      | TADL-7321            |
| 24th                 | 1992年5月27日        | 愛の陽差し〜アモーレ・ミオ〜              | 夢立ちぬ                                              | TADL-7332            |
| 25th                 | 1992年11月18日       | 夕凪                                      | 晩秋                                                  | TADL-7350            |
| 26th                 | 1993年4月28日        | 何日君再来〜中国語バージョン〜            | 何日君再来〜日本語バージョン〜                        | TADL-7359            |
| 27th                 | 1993年5月12日        | あなたと共に生きてゆく                    | 愛し愛されて                                          | TADL-7357            |
| 28th                 | 1994年11月9日        | 夜来香〜日本語バージョン〜                | 夜来香〜中国語バージョン〜                            | TADL-7385            |
| 29th                 | 1996年1月25日        | 悲しい自由 (リメイクシングル)             | 冬のひまわり                                          | TADL-7413            |
| 30th                 | 1997年10月25日       | 夢立ちぬ                                  | 我只在乎你 (時の流れに身をまかせ／中国語ヴァージョン) | TADL-7501            |

#### 特別企画シングルレコード
| #                    | 発売日               | タイトル             | c/w                             | レコード品番         |
| ポリドール・レコード | ポリドール・レコード | ポリドール・レコード | ポリドール・レコード            | ポリドール・レコード |
| -------------------- | -------------------- | -------------------- | ------------------------------- | -------------------- |
| 1st                  | 1986年8月1日         | 春を待つ花           | 香港の夜                        | 7DX-1442             |
| 2nd                  | 1986年8月1日         | 逢う時はいつも他人   | 東京夜景                        | 7DX-1443             |
| 3rd                  | 1986年8月1日         | 情人的關懷 (空港)    | 你在我心中 (夜のフェリーボート) | 7DX-1444             |

#### ベスト・カップリングシリーズ
| #                | 発売日           | タイトル             | c/w                             | 規格品番         |
| トーラスレコード | トーラスレコード | トーラスレコード     | トーラスレコード                | トーラスレコード |
| ---------------- | ---------------- | -------------------- | ------------------------------- | ---------------- |
| 1st              | 1988年4月24日    | つぐない             | 愛人                            | 10TX-5007        |
| 2nd              | 1988年4月24日    | 時の流れに身をまかせ | 別れの予感                      | 10TX-5008        |
| 3rd              | 1988年4月24日    | 恋人たちの神話       | 硝子の摩天楼                    | 10TX-5009        |
| 4th              | 1994年3月2日     | つぐない             | 空港                            | TADL-7901        |
| 5th              | 1994年3月2日     | 愛人                 | アカシアの夢                    | TADL-7902        |
| 6th              | 1994年3月2日     | 時の流れに身をまかせ | 雪化粧                          | TADL-7903        |
| 7th              | 1996年4月25日    | つぐない             | 何日君再來 (日本語ヴァージョン) | TADL-7920        |
| 8th              | 1996年4月25日    | 愛人                 | 空港                            | TADL-7921        |
| 9th              | 1996年4月25日    | 時の流れに身をまかせ | 夜來香 (日本語ヴァージョン)     | TADL-7922        |

#### デュエットシングル
| #                         | 発売日           | タイトル          | 規格品番         | c/w                                                   |
| トーラスレコード          | トーラスレコード | トーラスレコード  | トーラスレコード | トーラスレコード                                      |
| ------------------------- | ---------------- | ----------------- | ---------------- | ----------------------------------------------------- |
| テレサ・テン & 五木ひろし | 1996年11月4日    | そして…めぐり逢い | TADL-7434        | そして…めぐり逢い (オリジナル・純カラオケ)            |
| テレサ・テン & 五木ひろし | 1996年11月4日    | そして…めぐり逢い | TADL-7434        | そして…めぐり逢い (男性用カラオケ) テレサ・テン歌入り |
| テレサ・テン & 五木ひろし | 1996年11月4日    | そして…めぐり逢い | TADL-7434        | そして…めぐり逢い (女性用カラオケ) 五木ひろし歌入り   |

### アルバム

#### オリジナル・アルバム
※中国語アルバム
| #                    | 発売日               | タイトル                                            | レコード品番                        |
| ポリドール・レコード | ポリドール・レコード | ポリドール・レコード                                | ポリドール・レコード                |
| -------------------- | -------------------- | --------------------------------------------------- | ----------------------------------- |
| 1st                  | 1974年10月21日       | 空港/雪化粧                                         | MR 2259 CD:UPCY-6126                |
| 2nd                  | 1975年8月1日         | 夜の乗客/女の生きがい                               | MR 2267 CD:UPCY-6127                |
| 3rd                  | 1975年11月21日       | アカシアの夢                                        | MR 2276 CD:UPCY-6128                |
| 4th                  | 1977年2月21日        | ふるさとはどこですか                                | MR 3048 CD:UPCY-6129                |
| 5th                  | 1977年12月1日        | あなたと生きる                                      | MR 3091 CD:UPCY-6131                |
| 6th                  | 1978年6月21日        | 熱唱!テレサ・テン 東京夜景                          | MR 3124 CD:UPCY-6132                |
| ※                    | 1979年4月1日         | 華麗なる熱唱 (中国語)                               | MR 3166 CD:UPCY-9475                |
| 7th                  | 1980年9月28日        | 你(あなた)/まごころ                                 | 28MX 1007 CD:UPCY-6136              |
| 8th                  | 1981年2月28日        | ジェルソミーナの歩いた道                            | 28MX 1026 CD:UPCY-6137              |
| トーラスレコード     |                      |                                                     |                                     |
| 9th                  | 1983年6月1日         | 旅人                                                | 28TR-2018 CD:TACL-2401              |
| 10th                 | 1984年1月21日        | つぐない                                            | 28TR-2032 CD:35TX-1002              |
| ※                    | 1984年12月1日        | 償還                                                | 28TR-2057 CD:32TX-1016              |
| 11th                 | 1985年3月1日         | 愛人                                                | 28TR-2062 CD:TACL-2402              |
| 12th                 | 1986年7月31日        | 時の流れに身をまかせ                                | 28TR-2112 CD:35TX-1039 CD:TACL-2403 |
| ※                    | 1986年12月25日       | 酒醉的探戈                                          | 28TR-2134 CD:34TX-1054              |
| 13th                 | 1987年7月5日         | 別れの予感                                          | 28TR-2145 CD:34TX-1066              |
| 14th                 | 1989年3月8日         | 浪漫主義                                            | CD:32TX-2204 LP:PROT-7006           |
| 15th                 | 1991年3月27日        | '91悲しみと踊らせて〜ニュー・オリジナル・ソングス〜 | CD:TACL-2330 LP:PROT-7009           |

#### カバー・アルバム
| #    | 発売日                | タイトル                                               | 規格品番                                           |
| ---- | --------------------- | ------------------------------------------------------ | -------------------------------------------------- |
| 1st  | 1976年4月1日          | 愛の世界                                               | カセット:CR 8531 CD:UPCY-9469 生産限定盤:UPCY-9834 |
| 2nd  | 1978年11月21日        | 心にのこる夜の唄                                       | LP:MR 3151 CD:UPCY-6133 アナログ盤:UPJY-9098       |
| 3rd  | 1980年7月1日          | 演歌のメッセージ                                       | LP:MX 1004 CD:UPCY-6135 アナログ盤:UPJY-9099       |
| 4th  | 1999年2月10日         | テレサ・テン カバー・ベスト・コレクション              | POCH-1762                                          |
| 5th  | 2006年12月15日        | ベリーベストシリーズ テレサ・テン 〜魅惑のカヴァー集〜 | EJS-2                                              |
| 6th  | 2008年7月22日配信開始 | テレサ・テン カヴァー・ベスト・セレクション            | ※デジタルアルバム                                  |
| 7th  | 2009年                | テレサ・テン 涙の昭和歌謡 〜舟唄・津軽海峡冬景色〜     | CDU-114S                                           |
| 8th  | 2009年                | テレサ・テン The Best 〜襟裳岬〜                       | EJS-6179                                           |
| 9th  | 2009年                | テレサ・テン The Best 〜津軽海峡・冬景色〜             | EJS-6181                                           |
| 10th | 2010年1月1日          | テレサ・テン ベスト・セレクションII 演歌カヴァー曲集   | TRUE-1006                                          |
| 11th | 2015年                | テレサ・テンが唄う 昭和の名曲集                        | DCT-2901/2                                         |
| 12th | 2015年10月21日        | テレサ・テン 愛とその人生                              | UPCY-7061                                          |
| 13th | 2015年10月21日        | テレサ・テン あの日 あの街で                           | UPCY-7062                                          |
| 14th | 2015年10月21日        | テレサ・テン ラブ&ポップス                             | UPCY-7063                                          |
| 15th | 2016年12月21日        | 忘れられぬ人 テレサ・テン カバー・ベスト・アルバム     | UPCY-7214                                          |

#### ライブ・アルバム
| #                        | 発売日               | タイトル                                                                      | 規格品番                                                                           |
| ポリドール・レコード     | ポリドール・レコード | ポリドール・レコード                                                          | ポリドール・レコード                                                               |
| ------------------------ | -------------------- | ----------------------------------------------------------------------------- | ---------------------------------------------------------------------------------- |
| 1st                      | 1977年7月10日        | テレサ・テン(鄧麗君) ファースト・コンサート                                   | LP:MR 3065 CD:UPCY-6130 復刻版CD:UPCY-9471 限定版CD:UPCY-9836 アナログ盤:UPJY-9095 |
| 2nd                      | 1995年6月25日        | 追悼盤 テレサ・テン(鄧麗君) ファースト・コンサート 歌声は想い出にふちどられ   | POCH-1511                                                                          |
| 3rd                      | 1999年12月1日        | テレサ・テン ラスト・コンサート/完全版                                        | POCH-1892/3                                                                        |
| トーラスレコード         |                      |                                                                               |                                                                                    |
| 4th                      | 1986年1月22日        | テレサ・テン コンサート・ライブ                                               | LP:28TR-2095 CD:32TX-1030 復刻版CD:TACL-2513                                       |
| 5th                      | 1997年4月9日         | テレサ・テン〈鄧麗君〉 at ルイード                                            | TACL-2436 UPCY-7578                                                                |
| 6th                      | 1998年5月8日         | テレサ・テン CONCERT LIVE NHKホール コンサート・ライブ 鄧麗君演唱會現塲録音版 | TACL-2513                                                                          |
| ユニバーサルミュージック |                      |                                                                               |                                                                                    |
| 7th                      | 2003年               | テレサ・テン 生誕50周年フィルムコンサート『会場特別盤』〜今でも…〜            | KNC-1001                                                                           |
| 8th                      | 2008年11月7日        | テレサ・テン ライブ ベスト・セレクション                                      | TRUE-1036                                                                          |
| 9th                      | 2015年4月1日         | テレサ・テン ファースト・コンサート 愛をあなたに ふるさとはどこですか         | UPCY-6988                                                                          |

#### ベスト・アルバム
| #                        | 発売日               | タイトル                                                                                                | 規格品番                     |
| ポリドール・レコード     | ポリドール・レコード | ポリドール・レコード                                                                                    | ポリドール・レコード         |
| ------------------------ | -------------------- | --- | ---------------------------- |
| 1st                      | 1975年               | ビッグ12 テレサ・テン                                                                                   | カセット:CR 1302             |
| 2nd                      | 1975年5月21日        | テレサ・テン ゴールデン4                                                                                | KR 1115                      |
| 3rd                      | 1975年11月21日       | テレサ・テン ベスト4                                                                                    | KR 1123                      |
| 4th                      | 1975年11月25日       | テレサ・テン全曲集 夜のフェリーボート                                                                   | カセット:CR 8524             |
| 5th                      | 1976年11月1日        | テレサ・テン パーフェクト24                                                                             | MR 9949/50                   |
| 6th                      | 1976年11月21日       | テレサ・テン ビッグ・ヒット4                                                                            | KRS 3002                     |
| 7th                      | 1976年12月21日       | テレサ・テン ベスト・ヒット・アルバム                                                                   | MR 3037                      |
| 8th                      | 1977年7月21日        | テレサ・テン ビッグ・ヒット4                                                                            | KRS 3012                     |
| 9th                      | 1977年8月21日        | テレサ・テン ゴールデン・ダブル・デラックス                                                             | MRZ 9229/30                  |
| 10th                     | 1977年11月21日       | テレサ・テン ビッグ・ヒット4                                                                            | KRS 3021                     |
| 11th                     | 1978年6月21日        | テレサ・テン ビッグ・ヒット4                                                                            | KRS 3031                     |
| 12th                     | 1978年12月1日        | テレサ・テン ベスト カラオケ集                                                                          | MRY 6026                     |
| 13th                     | 1980年1月1日         | テレサ・テン BEST & BEST                                                                                | MR 3908                      |
| 14th                     | 1983年11月1日        | テレサ・テン全曲集                                                                                      | カセット:30CX-1220           |
| 15th                     | 1985年               | テレサ・テン(鄧麗君) 愛を唄う                                                                           | 非売品CD:31-30002 H32P-30002 |
| 16th                     | 1985年7月10日        | テレサ・テン(鄧麗君) 全曲集                                                                             | H32P-20030                   |
| 17th                     | 1986年12月21日       | 鄧麗君(テレサ・テン) 中国語【全曲集】                                                                   | H32P-20134                   |
| 18th                     | 1987年12月1日        | テレサ・テン(鄧麗君) ベスト・セレクション                                                               | H50P-20205/6                 |
| 19th                     | 1988年11月25日       | テレサ・テン(鄧麗君) 全曲集                                                                             | H32P-20293                   |
| 20th                     | 1992年4月1日         | テレサ・テン ベスト2000                                                                                 | POCH-1204                    |
| 21st                     | 1992年4月1日         | テレサ・テン(鄧麗君) ベスト2000(中国語)                                                                 | POCH-1205                    |
| 22nd                     | 1993年11月26日       | テレサ・テン(鄧麗君)/空港 ベスト2500                                                                    | POCH-1286                    |
| 23rd                     | 1993年11月26日       | テレサ・テン(鄧麗君) 情人的關懐 中国語ヒット曲集                                                        | POCH-1287                    |
| 24th                     | 1993年12月20日       | スーパー・ベスト3 テレサ・テン(鄧麗君) 空港                                                             | POCH-1314                    |
| 25th                     | 1994年12月1日        | テレサ・テン(鄧麗君) 全曲集                                                                             | POCH-1439                    |
| 26th                     | 1995年10月1日        | 永遠の歌声〜テレサ・テン VOL.1 オリジナル曲のすべて                                                     | POCH-1531/3                  |
| 27th                     | 1995年11月1日        | 永遠の歌声〜テレサ・テン VOL.2 中国語曲のすべて                                                         | POCH-1534/6                  |
| 28th                     | 1995年12月1日        | 永遠の歌声〜テレサ・テン VOL.3 日本の心を歌う                                                           | POCH-1537/8                  |
| 29th                     | 1996年5月2日         | テレサ・テン(鄧麗君) ベスト&ベスト                                                                      | POCH-1565/6                  |
| 30th                     | 1999年2月10日        | テレサ・テン スーパー・ベスト・コレクション                                                             | POCH-1761                    |
| 31st                     | 1999年6月30日        | テレサ・テン・トリビュート 〜Re Make, Re-model〜                                                        | POCH-1799                    |
| 32nd                     | 1999年6月30日        | TREASURE COLLECTION テレサ・テン BEST                                                                   | POCH-9017                    |
| 33rd                     | 1999年9月1日         | テレサ・テン 全曲集 〜つぐない〜                                                                        | POCH-1835                    |
| トーラスレコード         |                      | |                              |
| 34th                     | 1984年9月            | ベスト・ヒット つぐない                                                                                 | カセット:28TT-1050           |
| 35th                     | 1984年11月1日        | テレサ・テン全曲集                                                                                      | カセット:38TT-1054           |
| 36th                     | 1985年1月            | テレサ・テン・ベスト20                                                                                  | 18TR-2059/2060               |
| 37th                     | 1985年3月30日        | テレサ・テン(鄧麗君) ベスト・セレクション                                                               | 32TX-1008                    |
| 38th                     | 1985年6月1日         | テレサ・テン全曲集                                                                                      | カセット:38TT-1070           |
| 39th                     | 1985年11月1日        | テレサ・テン ゴールデン・ヒット                                                                         | カセット:38TT-1085           |
| 40th                     | 1985年11月21日       | テレサ・テン オリジナル・ベスト・セレクション                                                           | 38TX-1023                    |
| 41st                     | 1986年1月            | テレサ・テン オリジナル・ベスト・ヒット                                                                 | 28TR-2092                    |
| 42nd                     | 1986年4月23日        | テレサ・テン ベスト・ヒット'86                                                                          | LP:28TR-2092 CD:38TT-1101    |
| 43rd                     | 1986年8月21日        | テレサ・テン 時の流れに身をまかせ ニューオリジナル集                                                    | 35TX-1039                    |
| 44th                     | 1986年11月21日       | テレサ・テン 全曲集                                                                                     | 29TX-1042/43                 |
| 45th                     | 1987年2月4日         | テレサ・テン オリジナル・カラオケ全曲集                                                                 | 34TX-1063                    |
| 46th                     | 1987年7月2日         | テレサ・テン 時の流れに身をまかせ ベスト・セレクション                                                  | 32TX-1037                    |
| 47th                     | 1987年7月5日         | テレサ・テン 別れの予感                                                                                 | 34TX-1066                    |
| 48th                     | 1987年7月5日         | テレサ・テン全曲集                                                                                      | カセット:38TT-1145           |
| 49th                     | 1987年11月25日       | テレサ・テン トップ・テン                                                                               | 30TX-1076                    |
| 50th                     | 1987年11月25日       | テレサ・テン大全集                                                                                      | カセット:25TT-1170/1         |
| 51st                     | 1988年3月25日        | テレサ・テン ベスト・ヒット'88                                                                          | 34TX-1080                    |
| 52nd                     | 1988年10月26日       | テレサ・テン オリジナル・カラオケ・ベスト・ヒット10                                                     | 18TX-1094                    |
| 53rd                     | 1988年11月26日       | テレサ・テン(鄧麗君) オリジナル カラオケ ヒット コレクション4                                           | 10AX-2001 カセット:08AT-2001 |
| 54th                     | 1988年12月21日       | テレサ・テン 最新オリジナル ベスト15                                                                    | 35TX-2202                    |
| 55th                     | 1989年4月8日         | テレサ・テン 全曲集                                                                                     | 35TX-2207                    |
| 56th                     | 1989年11月22日       | テレサ・テン全曲集                                                                                      | TACL-2301                    |
| 57th                     | 1990年3月28日        | テレサ・テン '90ベスト・コレクション 〜涙の条件〜                                                       | TACL-2308                    |
| 58th                     | 1990年6月6日         | テレサ・テン(鄧麗君)全曲集 全32曲                                                                       | TACL-2314/5                  |
| 59th                     | 1990年11月28日       | テレサ・テン 歌道場                                                                                     | TACL-2320                    |
| 60th                     | 1991年3月27日        | テレサ・テン '91悲しみと踊らせて 〜ニュー・オリジナル・ソングス〜                                       | TACL-2330                    |
| 61st                     | 1991年6月7日         | テレサ・テン全曲集                                                                                      | TACL-2333                    |
| 62nd                     | 1991年10月23日       | テレサ・テン(鄧麗君) オリジナルベストカラオケ                                                           | TACK-105                     |
| 63rd                     | 1991年11月13日       | テレサ・テン全曲集'92                                                                                   | TACL-2338                    |
| 64th                     | 1992年6月3日         | テレサ・テン ベスト・セレクション'92                                                                    | TACL-2342                    |
| 65th                     | 1992年10月28日       | 莫忘今宵                                                                                                | TACL-2347                    |
| 66th                     | 1992年11月4日        | テレサ・テン リクエスト                                                                                 | TACL-2348                    |
| 67th                     | 1992年11月11日       | テレサ・テン全曲集'93                                                                                   | TACL-2344                    |
| 68th                     | 1993年1月13日        | テレサ・テン リクエストII 〜荒木とよひさ作品集〜                                                        | TACL-2354                    |
| 69th                     | 1993年1月13日        | テレサ・テン リクエストIII 〜三木たかし作品集〜                                                         | TACL-2355                    |
| 70th                     | 1993年2月24日        | 中国語名唱選シリーズ1 璨麗的鄧麗君(テレサ・テン) -1977年〜1980年-                                       | TACL-2358 UPCY-7266          |
| 71st                     | 1993年3月24日        | 中国語名唱選シリーズ2 璨麗的鄧麗君(テレサ・テン) -1981年〜1986年-                                       | TACL-2359 UPCY-7267          |
| 72nd                     | 1993年3月31日        | テレサ・テン(鄧麗君) ベストソングス〜シングル・コレクション〜                                           | TACL-2360                    |
| 73rd                     | 1993年6月9日         | テレサ・テン 全曲集 〜あなたと共に生きてゆく〜                                                          | TACL-2365                    |
| 74th                     | 1993年7月14日        | 中国語名唱選シリーズ3 美麗的鄧麗君(テレサ・テン)                                                        | TACL-2361                    |
| 75th                     | 1993年8月18日        | 中国語名唱選シリーズ4 美麗的鄧麗君(テレサ・テン)                                                        | TACL-2362                    |
| 76th                     | 1993年11月10日       | テレサ・テン(鄧麗君) '94ベスト・セレクション                                                            | TACL-2375                    |
| 77th                     | 1993年12月22日       | 中国語名唱選シリーズ5 少年愛姑娘(テレサ・テン)                                                          | TACL-2376                    |
| 78th                     | 1994年               | 別れの予感／テレサ・テン(鄧麗君) オリジナル・ソングス                                                   | FQCL-30328                   |
| 79th                     | 1994年1月1日         | テレサ・テン〈鄧麗君〉I 〜つぐない・別れの予感〜                                                        | TBD-5001                     |
| 80th                     | 1994年1月1日         | テレサ・テン〈鄧麗君〉II 〜時の流れに身をまかせ・愛人〜                                                 | TBD-5002                     |
| 81st                     | 1994年1月12日        | 中国語名唱選シリーズ6 鄧麗君之歌 愛你一萬倍(テレサ・テン)                                               | TACL-2377                    |
| 82nd                     | 1994年6月29日        | テレサ・テン 全曲集                                                                                     | TACL-2380                    |
| 83rd                     | 1994年10月5日        | 夜來香 〜テレサ・テン日本デビュー20周年記念〜                                                           | TACL-2378                    |
| 84th                     | 1994年11月16日       | テレサ・テン〈鄧麗君〉 全曲集'95〜夜來香〜                                                              | TACL-2385                    |
| 85th                     | 1995年6月7日         | 追悼盤 テレサ・テン〈鄧麗君〉 スーパーセレクション                                                      | TACL-2395/6                  |
| 86th                     | 1995年6月7日         | 鄧麗君〈テレサ・テン〉全曲集                                                                            | TACL-2397                    |
| 87th                     | 1995年9月1日         | テレサ・テン オリジナル名盤シリーズ1 旅人                                                               | TACL-2401                    |
| 88th                     | 1995年9月1日         | テレサ・テン オリジナル名盤シリーズ2 愛人                                                               | TACL-2402                    |
| 89th                     | 1995年9月1日         | テレサ・テン オリジナル名盤シリーズ3 時の流れに身をまかせ                                               | TACL-2403                    |
| 90th                     | 1995年10月1日        | 鄧麗君 テレサ・テン 何日君再來                                                                          | TACL-2404                    |
| 91st                     | 1995年11月25日       | テレサ・テン ベストセレクション 〜星願〜                                                                | TACL-2410                    |
| 92nd                     | 1995年12月21日       | 中国語名唱選シリーズ7 可愛的鄧麗君 テレサ・テンI -1967年〜1968年-                                       | TACL-2411                    |
| 93rd                     | 1995年12月21日       | 中国語名唱選シリーズ8 可愛的鄧麗君 テレサ・テンII -1968年〜1971年-                                      | TACL-2412                    |
| 94th                     | 1995年7月26日        | 淡淡幽情                                                                                                | TACL-2400                    |
| 95th                     | 1996年2月25日        | テレサ・テン(鄧麗君) 演花集                                                                             | TACL-2413                    |
| 96th                     | 1996年5月8日         | テレサ・テン Recollection 〜追憶〜                                                                      | TACL-2414                    |
| 97th                     | 1996年8月1日         | Go! Go! TERESA テレサ・テン／ゴー! ゴー! テレサ                                                         | TACL-2421                    |
| 98th                     | 1996年10月25日       | テレサ・テン〈鄧麗君〉シングルズ                                                                        | TACL-2427/8                  |
| 99th                     | 1996年11月25日       | テレサ・テン 憧れの旋律 〜響往的旋律〜                                                                  | TACL-2429/30                 |
| 100th                    | 1997年2月5日         | MORE GO! GO! TERESA テレサ・テン／モア ゴー! ゴー! テレサ                                               | TACL-2433                    |
| 101st                    | 1997年4月25日        | テレサ・テン(鄧麗君)*ベスト・セレクション                                                               | TACL-2437                    |
| ニュートーラス           |                      | |                              |
| 102nd                    | 1997年10月25日       | テレサ・テン 全曲集'98 〜夢立ちぬ〜                                                                     | TACL-2501                    |
| 103rd                    | 1997年11月24日       | テレサ・テン オリジナル・カラオケ Best Ten                                                              | TACL-2507                    |
| 104th                    | 1998年1月1日         | テレサ・テン 鄧麗君／甜蜜蜜(テンミミ) スクリーン・テーマ集                                              | TACA-1003                    |
| 105th                    | 1998年3月1日         | テレサ・テン トップ・テン 〜カヴァー集〜                                                                | TACL-2508                    |
| 106th                    | 1998年3月1日         | テレサ・テン トップ・テン 〜中国語編〜                                                                  | TACL-2509                    |
| 107th                    | 1998年3月1日         | テレサ・テン トップ・テン 〜英語編〜                                                                    | TACL-2510                    |
| インディペンデント       |                      | |                              |
| 108th                    | 2001年               | テレサ・テン ベスト&ベスト                                                                              | CDU-104                      |
| 109th                    | 2001年               | テレサ・テン ベスト&ベスト ポリドール編                                                                 | PBB-01(DCT-771)              |
| 110th                    | 2001年               | テレサ・テン ベスト&ベスト トーラス編                                                                   | PBB-02(DCT-772)              |
| 111th                    | 2002年               | 夢歌 21世紀のテレサ・テン あなたを感じていたい                                                          | DCT-778・9                   |
| 112th                    | 2003年               | テレサ・テン 香港〜Hong Kong〜編 ベスト&ベスト                                                          | PBB-03(DCT-1140)             |
| 113th                    | 2004年               | テレサ・テン ベスト&ベスト 日本の心を歌う                                                               | PBB-22(DCT-1282)             |
| 114th                    | 2004年               | テレサ・テン ベスト&ベスト 愛と哀しみを歌う                                                             | PBB-29                       |
| 115th                    | 2004年               | テレサ・テン 中国語全曲集 ベスト&ベスト                                                                 | PBB-30                       |
| 116th                    | 2004年               | テレサ・テン ベスト&ベスト ポピュラーを歌う                                                             | PBB-31                       |
| 117th                    | 2004年               | テレサ・テン ベスト&ベスト オリジナル・ソングス                                                         | PBB-35                       |
| 118th                    | 2004年               | テレサ・テン ベスト&ベスト B面コレクション                                                              | PBB-36                       |
| 119th                    | 2004年               | テレサ・テン ベスト&ベスト 昭和名曲集                                                                   | CDU-114                      |
| 120th                    | 2008年               | テレサ・テン〜愛のうた ベスト&ベスト                                                                    | PBB-80                       |
| ユニバーサルミュージック |                      | |                              |
| 121st                    | 1998年               | 空港 襟裳岬 絶唱! テレサ・テン                                                                          | EJS-6013                     |
| 122nd                    | 2000年9月20日        | テレサ・テン ベスト全曲集 〜21世紀へ伝えたい名曲たち〜                                                  | UPCH-3005                    |
| 123rd                    | 2001年               | 時の流れに身をまかせ テレサ・テン ベスト・オブ・ベスト                                                  | EJS-6080                     |
| 124th                    | 2001年7月18日        | テレサ・テン 忘れられない 〜最後のレコーディング〜                                                      | UPCH-1095                    |
| 125th                    | 2001年10月24日       | テレサ・テン(鄧麗君) 全曲集                                                                             | UPCH-1109                    |
| 126th                    | 2002年6月26日        | テレサ・テン 全曲集 best collection                                                                     | UPCH-1160                    |
| 127th                    | 2003年               | テレサ・テン ベストアルバム                                                                             | EJS-6121                     |
| 128th                    | 2003年               | テレサ・テン メモリアル・ヒット・ソングス                                                               | FPCL-41455                   |
| 129th                    | 2003年5月7日         | テレサ・テン 全曲集 50th Anniversary —生誕50周年記念アルバム—                                           | UPCH-1241/2                  |
| 130th                    | 2003年11月26日       | テレサ・テン ゴールデン☆ベスト                                                                          | UICZ-6038                    |
| 131st                    | 2005年5月4日         | テレサ・テン メモリアルベスト 〜永遠の歌姫〜                                                            | UPCY-6076/7                  |
| 132nd                    | 2005年6月29日        | テレサ・テン CD&DVD THE BEST                                                                            | UPCY-6083                    |
| 133rd                    | 2005年11月9日        | テレサ・テン ベスト10                                                                                   | UPCY-9011                    |
| 134th                    | 2006年1月18日        | テレサ・テン Prime Selection 〜Torus Years〜 テレサ・テン プライム・セレクション 〜トーラス・イヤーズ〜 | UPCY-9037                    |
| 135th                    | 2006年4月12日        | 何日君再來 テレサ・テン 中国語ベスト・セレクション                                                      | UPCY-6124/5                  |
| 136th                    | 2006年8月30日        | 歌が唄いたい!! テレサ・テン ベストヒット&カラオケ                                                       | UPCY-6161                    |
| 137th                    | 2006年11月15日       | テレサ・テン りばいばる 〜歌謡曲編〜                                                                    | UPCY-9064                    |
| 138th                    | 2006年12月15日       | ベリーベストシリーズ テレサ・テン 〜オリジナル・ヒット集〜                                              | EJS-1                        |
| 139th                    | 2007年1月1日         | テレサ・テン スーパー・ベスト                                                                           | CDU-104S                     |
| 140th                    | 2007年5月1日         | ドラマティック・ベストセレクション テレサ・テン物語 〜私の家は山の向こう〜                              | UPCY-6399                    |
| 141st                    | 2007年8月22日        | テレサ・テン エッセンシャル・ベスト                                                                     | UPCY-9121                    |
| 142nd                    | 2007年9月5日         | テレサ・テン シングル・コレクション -日本語曲完全収録盤-                                                | UPCY-6443/5                  |
| 143rd                    | 2007年               | テレサ・テン 歌姫 〜ヒット歌謡をうたう                                                                  | FPCL-42110                   |
| 144th                    | 2008年5月28日        | テレサ・テン ベスト+ベスト 日本語&中国語ヒット曲聴き比べ                                                | UPCY-6483                    |
| 145th                    | 2009年8月5日         | テレサ・テン 愛のベスト 〜三木たかしを歌う〜                                                            | UPCY-6541/2                  |
| 146th                    | 2009年               | テレサ・テン The Best 〜時の流れに身をまかせ〜                                                          | EJS-6171                     |
| 147th                    | 2010年1月1日         | テレサ・テン ベスト・セレクションI オリジナル曲集                                                       | TRUE-1005                    |
| 148th                    | 2010年4月28日        | テレサ・テン デュエット&ベスト 新生                                                                     | UICZ-4224                    |
| 149th                    | 2010年8月10日        | テレサ・テン〜オリジナル・ヒット                                                                        | 12CD-1206A                   |
| 150th                    | 2010年8月11日        | テレサ・テン〜愛をうたう                                                                                | 12CD-1207A                   |
| 151st                    | 2011年               | テレサ・テン ベスト★ヒット                                                                              | JICU-1                       |
| 152nd                    | 2011年               | テレサ・テン カバー★ヒット                                                                              | JICU-2                       |
| 153rd                    | 2012年10月10日       | テレサ・テン 生誕60年 ダイヤモンド・ベスト                                                              | UPCY-6670/1                  |
| 154th                    | 2012年12月5日        | テレサ・テン 歌姫の愛しうた —真夏の果実・北の宿から—                                                    | BHST-122                     |
| 155th                    | 2012年12月5日        | テレサ・テン 昭和の哀調を歌う —夢追い酒・みちづれ—                                                      | BHST-123                     |
| 156th                    | 2013年6月26日        | テレサ・テン Lover's 〜18のラブ・ストーリー〜 黄昏のひととき、あなたを想う                              | UPCY-6706                    |
| 157th                    | 2013年6月26日        | テレサ・テン全曲集〜ふたたび(再来)                                                                      | UPCY-6707                    |
| 158th                    | 2014年               | テレサ・テン ベスト・コレクション                                                                       | TBCL-1001                    |
| 159th                    | 2014年               | テレサ・テン The Best 時の流れに身をまかせ／つぐない                                                    | TBCL-1002                    |
| 160th                    | 2014年               | テレサ・テン The Best 日本の心の歌 川の流れのように／シクラメンのかほり                                 | TBCL-1002                    |
| 161st                    | 2014年               | テレサ・テン The Best 日本の心の歌1                                                                     | TBCL-1002                    |
| 162nd                    | 2014年               | テレサ・テン The Best 日本の心の歌2 長良川艷歌／心凍らせて                                              | TBCL-1016                    |
| 163rd                    | 2014年               | テレサ・テン 名唱集                                                                                     | TBCL-1039                    |
| 164th                    | 2014年               | テレサ・テン The Best 日本の心の歌3                                                                     | TBCL-1040                    |
| 165th                    | 2015年5月6日         | テレサ・テン 40/40 〜ベスト・セレクション                                                               | UPCY-9438                    |
| 166th                    | 2015年5月6日         | 決定盤!! テレサ・テン オリジナル・ベスト                                                                | WCD-635(2CD-435)             |
| 167th                    | 2015年7月28日        | 決定盤!! テレサ・テン 魅惑の昭和歌謡                                                                    | 2CD-471                      |
| 168th                    | 2015年10月30日       | 決定盤!! テレサ・テン 昭和歌謡を歌う                                                                    | WCD-636                      |
| 169th                    | 2015年9月1日         | テレサ・テン プレミアム・コレクション                                                                   | BHST-161                     |
| 170th                    | 2016年               | テレサ・テン 名唱集 〜中国語編〜                                                                        | TBCL-1063                    |
| 171st                    | 2016年12月21日       | テレサ・テン ベストヒット&カラオケ                                                                      | UPCY-7213                    |
| 172nd                    | 2017年               | テレサ・テン 昭和歌謡・ポップスの世界                                                                   | TRUE-1035                    |
| 173rd                    | 2017年               | テレサ・テン 名曲集                                                                                     | TBCL-1072                    |
| 174th                    | 2017年               | テレサ・テン 名唱集 〜中国語編2〜                                                                       | TBCL-1073                    |
| 175th                    | 2017年4月26日        | 忘れられない人がいる〜テレサ・テンが唄う三木たかし                                                      | UPCY-7268                    |
| 176th                    | 2017年10月25日       | つぐない〜テレサ・テン 日本語ベスト                                                                     | UPCY-7419                    |
| 177th                    | 2017年10月25日       | 何日君再來〜テレサ・テン 中国語ベスト                                                                   | UPCY-7420                    |
| 178th                    | 2018年4月25日        | テレサ・テン ベスト・ヒット                                                                             | UPGY-6001                    |
| 179th                    | 2018年4月25日        | テレサ・テン ベスト・ヒット65 〜生誕65年 永遠の浪漫〜                                                   | UPCY-7514/7                  |
| 180th                    | 2019年2月27日        | テレサ・テン(鄧麗君) ベスト・アルバム                                                                   | LP:UPJY-9078                 |
| 181st                    | 2019年3月30日        | Stereo Sound ORIGINAL SELECTION Vol.1 テレサ・テン                                                      | SSMS-024                     |
| 182nd                    | 2019年5月24日        | Stereo Sound ORIGINAL SELECTION Vol.2 テレサ・テン 中国語歌唱                                           | SSMS-025/026                 |
| 183rd                    | 2019年12月21日       | Stereo Sound ORIGINAL SELECTION Vol.5 テレサ・テン                                                      | SSMS-037/038                 |
| 184th                    | 2019年12月21日       | Stereo Sound ORIGINAL SELECTION Vol.6 テレサ・テン                                                      | SSMS-039/040                 |
| 185th                    | 2020年5月13日        | 永遠の歌姫 テレサ・テン ベスト&カラオケ                                                                 | カセット:UPTY-7214           |
| 186th                    | 2024年5月8日         | テレサ・テン 生誕70年ベスト・アルバム                                                                   | UPCY-7927                    |
| 187th                    | 2025年5月7日         | テレサ・テン ベスト〜アジアの歌姫〜ナウ・アンド・ゼン                                                   | UPCY-8058/9                  |

#### Stereo Sound (アナログレコード)
| #    | 発売日         | タイトル                                   | レコード品番 |
| ---- | -------------- | ------------------------------------------ | ------------ |
| 1st  | 2015年11月22日 | Stereo Sound テレサ・テン ベスト           | SSAR-001     |
| 2nd  | 2017年4月10日  | Stereo Sound テレサ・テン ベスト2          | SSAR-012     |
| 3rd  | 2017年10月20日 | Stereo Sound テレサ・テン ベスト3          | SSAR-018     |
| 4th  | 2018年2月10日  | Stereo Sound テレサ・テン ベスト4          | SSAR-025     |
| 5th  | 2018年6月20日  | Stereo Sound テレサ・テン ベスト5          | SSAR-026     |
| 6th  | 2018年9月27日  | Stereo Sound テレサ・テン 全曲中国語歌唱   | SSCH-001     |
| 7th  | 2019年1月18日  | Stereo Sound テレサ・テン 中国語歌唱 第2弾 | SSCH-002     |
| 8th  | 2020年1月12日  | Stereo Sound テレサ・テン 中国語歌唱 第3弾 | SSCH-003     |
| 9th  | 2020年1月12日  | Stereo Sound テレサ・テン 中国語歌唱 第4弾 | SSCH-004     |
| 10th | 2020年5月30日  | Stereo Sound テレサ・テン 中国語歌唱 第5弾 | SSCH-005     |
| 11th | 2020年5月30日  | Stereo Sound テレサ・テン 中国語歌唱 第6弾 | SSCH-006     |

#### ボックスセット
ポリグラム
| #   | 発売日 | タイトル                             | 規格品番             |
| --- | ------ | ------------------------------------ | -------------------- |
| 1st | 1998年 | 鄧麗君 何日君再來 —中國語歌唱大全集— | 10枚組：DCI-87181/90 |

トーラスレコード
| #   | 発売日         | タイトル                                                                      | 規格品番             |
| --- | -------------- | ----------------------------------------------------------------------------- | -------------------- |
| 1st | 1992年10月28日 | 鄧麗君 精選全集                                                               | 6枚組：TACL-9001/6   |
| 2nd | 1995年11月1日  | The History of Teresa Teng 120 songs ザ・ヒストリー・オブ・テレサ・テン 120曲 | 10枚組：TACL-9019/28 |

ユニバーサルミュージック (日本)
| #    | 発売日         | タイトル                                          | 規格品番                                    |
| ---- | -------------- | ------------------------------------------------- | ------------------------------------------- |
| 1st  | 2000年12月20日 | So long ぱーふぇくとコレクション                  | 6枚組：UPCH-1035/40                         |
| 2nd  | 2002年         | 鄧麗君 歌姫 〜特撰テレサ・テンの世界〜            | 10枚組：DCT-781/790(OCD-82001/82010)        |
| 3rd  | 2003年11月1日  | テレサ・テン 50th Anniversary Box Endless Voyage  | AQCD-50049 (6CD:DCT-1255/60、DVD:VDT-1278)  |
| 4th  | 2004年6月23日  | テレサ・テン Complete Singles Box 星☆伝説         | UPCY-9002 (4CD:UPCX-4017/20、DVD:UPBX-4002) |
| 5th  | 2007年1月29日  | 再見! テレサ・テン(鄧麗君) メモリアル・ボックス   | 5枚組：TFC-1811/15                          |
| 6th  | 2011年         | テレサ・テン カバーソング・コレクション           | 5枚組：TPD-6024(DCU-2386/90)                |
| 7th  | 2012年11月15日 | テレサ・テン オリジナルコレクション               | 4枚組：TPD-6027(DCU-2469/72)                |
| 8th  | 2013年6月14日  | テレサ・テン 大全集 オリジナル&カヴァー・ソング集 | 4枚組：PBB-01-02-22-29S                     |
| 9th  | 2015年2月23日  | テレサ・テン 伝説の歌姫                           | TPD-6139 (3CD:DCT-2691/3、DVD:VCT-2694)     |
| 10th | 2016年5月4日   | 紙ジャケ復刻シリーズ 〜第一弾〜 10タイトルセット  | 10枚組：D2CT-1065(UPCY-9466/75)             |
| 11th | 2016年6月8日   | 紙ジャケ復刻シリーズ 〜第二弾〜 11タイトルセット  | 11枚組：D2CT-1066(UPCY-9477/87)             |
| 12th | 2016年7月6日   | 紙ジャケ復刻シリーズ 〜第三弾〜 7タイトルセット   | 7枚組：D2CT-1067(UPCY-9493/99)              |
| 13th | 2017年1月25日  | テレサ・テン シングル・コレクション               | 30枚組：UPCY-9551/80                        |
| 14th | 2022年10月26日 | テレサ・テン アナログ・シングルBOX                | 30枚組：UPKY-9072/101                       |

ユニバーサルミュージック (香港)
| #    | 発売日         | タイトル                                                            | 規格品番                        |
| ---- | -------------- | ------------------------------------------------------------------- | ------------------------------- |
| 1st  | 1995年         | 再見我的愛人・鄧麗君 1953-1995 8CD紀念珍藏集                        | 8CD:529057-2 平装版4CD:529232-2 |
| 2nd  | 2000年5月1日   | 懷念5年 / 鄧麗君逝世5週年紀念集                                     | 2CD:159103-2                    |
| 3rd  | 2004年5月7日   | 思君集                                                              | 3CD+VCD:982068-7                |
| 4th  | 2005年5月6日   | 天國的情人 / 鄧麗君逝世十周年紀念聲影存集                           | 3CD+DVD:983016-9                |
| 5th  | 2005年5月12日  | 天國的情人 / 鄧麗君國語大碟全集                                     | 20CD:983008-0                   |
| 6th  | 2005年8月11日  | 鄧麗君 百花齊放4CD                                                  | 4CD:982876-9                    |
| 7th  | 2006年5月16日  | 鄧麗君 花樣年華                                                     | 4CD:985803-2/5                  |
| 8th  | 2008年1月28日  | 鄧麗君 傳奇的誕生                                                   | 3DSD:1762355-2                  |
| 9th  | 2008年         | 鄧麗君 何日君再來 / 懷念鄧麗君超值珍藏版（1953-1995）全輯           | 28CD+5DVD:不詳                  |
| 10th | 2010年5月7日   | 但願人長久 / 鄧麗君15週年紀念集                                     | 3CD+2DVD:889917-2               |
| 11th | 2011年8月6日   | 今日，君再來 / 鄧麗君 テレサ・テン 璀璨東瀛愛藏特典 復黒王CD全27巻  | 27CD:889985-7                   |
| 12th | 2012年5月25日  | 漫歩麗君路 / 鄧麗君 稀世華語專輯特藏 全16復黒王CD                   | 17CD:889822-7                   |
| 13th | 2013年5月10日  | 君之千言萬語 / 鄧麗君誕生六十週年六百首特藏                         | 40CD:889612-9                   |
| 14th | 2013年8月9日   | 鄧麗君 島國之情歌全集                                               | 8CD:889626-5                    |
| 15th | 2013年10月21日 | 君之紀念冊 / 鄧麗君誕生六十年鑽禧特集                               | 5CD:889653-8                    |
| 16th | 2013年12月20日 | 鄧麗君 テレサ・テン 璀璨東瀛原音集                                  | 5CD:889680-1                    |
| 17th | 2015年5月27日  | 麗君伴我行 / 鄧麗君 黄金時期光輝特集 全33復黒王CD                   | 33CD:888840-7                   |
| 18th | 2016年5月18日  | 今日，君再來 / 鄧麗君 テレサ・テン 璀璨東瀛愛藏特典 3吋單曲CD全35巻 | 35CD:888953-4                   |
| 19th | 2017年5月29日  | 君之頌讚 綺麗之時代 / 鄧麗君 8×SACD典藏                             | 8SACD:886057-8                  |
| 20th | 2018年5月25日  | 君之頌讚二 島國之情歌 / 鄧麗君 8×SACD典藏                           | 8SACD:674253-8                  |
| 21st | 2018年7月23日  | 君天籟之音101 鄧麗君65年紀念                                        | 6CD:677816-6                    |
| 22nd | 2019年6月14日  | 君之頌讚三 閃耀之傳記 / 鄧麗君 8×SACD典藏                           | 8SACD:774482-4                  |
| 23rd | 2020年5月13日  | 君之頌讚四 寶麗之金典 / 鄧麗君 8×SACD典藏                           | 8SACD:087312-7                  |

金企鹅唱片音楽帶有限公司 (台湾)
| #   | 発売日        | タイトル                   | 規格品番           |
| --- | ------------- | -------------------------- | ------------------ |
| 1st | 1992年1月1日  | 鄧麗君 東洋金曲賞 VOL〜1-5 | 5CD:GPC-7021/7025  |
| 2nd | 2012年1月24日 | 鄧麗君 金曲選 VOL〜1-12    | 12CD:GPC-5121/5132 |

ウェッブスターパブリッシャーズ
| #   | 発売日        | タイトル                                            | ボックス品番 | ディスク                               | 規格品番 |
| --- | ------------- | --------------------------------------------------- | ------------ | -------------------------------------- | -------- |
| 1st | 2012年2月10日 | 〜永遠の歌姫〜 テレサ・テン The Best 100 永久保存版 | JAKS-001     | テレサ・テン メモリーズベスト          | JAKT-001 |
| 1st | 2012年2月10日 | 〜永遠の歌姫〜 テレサ・テン The Best 100 永久保存版 | JAKS-001     | テレサ・テン ゴールデンベスト          | JAKT-002 |
| 1st | 2012年2月10日 | 〜永遠の歌姫〜 テレサ・テン The Best 100 永久保存版 | JAKS-001     | テレサ・テン カバーベスト 〜日本語盤〜 | JAKT-003 |
| 1st | 2012年2月10日 | 〜永遠の歌姫〜 テレサ・テン The Best 100 永久保存版 | JAKS-001     | テレサ・テン チャイニーズベスト        | JAKT-004 |
| 1st | 2012年2月10日 | 〜永遠の歌姫〜 テレサ・テン The Best 100 永久保存版 | JAKS-001     | テレサ・テン カバーベスト 〜中国語盤〜 | JAKT-005 |

### タイアップ曲
| 楽曲                   | タイアップ                                       | 収録作品                           |
| ---------------------- | ------------------------------------------------ | ---------------------------------- |
| 涙の条件               | テレビ朝日系『火曜ミステリー劇場』テーマ・ソング | シングル「涙の条件」               |
| あなたと共に生きてゆく | メナード COSMETICS'93イメージ・ソング            | シングル「あなたと共に生きてゆく」 |

## 映像作品
DVD
| 枚  | 発売日         | タイトル                                          | 規格品番     |
| --- | -------------- | ------------------------------------------------- | ------------ |
| 1st | 2000年9月20日  | テレサ・テン コンサート・ライブ                   | UPBH-1010    |
| 2nd | 2001年9月1日   | テレサ・テン デビュー15周年香港コンサート         | COBA-4101    |
| 3rd | 2004年12月22日 | テレサ・テン メモリアルTV〜今、甦るテレサ・テン〜 | UIBZ-5025    |
| 4th | 2005年4月22日  | テレサ・テン 歌姫伝説                             | GNBP-7001    |
| 5th | 2006年3月29日  | 歌伝説 テレサ・テンの世界〜アジアが生んだ歌姫〜   | UIBZ-5038    |
| 6th | 2009年5月13日  | テレサ・テン DVD BOX -アジアの歌姫-               | UPBY-5001    |
| 7th | 2019年5月29日  | テレサ・テン 永遠のステージ〜NHK 1977-1994〜      | POBD-25085   |
| 8th | 2022年12月14日 | テレサ・テン 愛の歌姫 TBS collection              | POBD-25914/7 |

LD
| 枚  | 発売日         | タイトル                                                                       | 規格品番                                    |
| --- | -------------- | ------------------------------------------------------------------------------ | ------------------------------------------- |
| 1st | 1987年10月25日 | テレサ・テン ベスト・ヒット                                                    | SM048-3152 追悼盤(1995年11月25日):PILL-5121 |
| 2nd | 1990年7月25日  | オリジナル・アーティスト・シリーズ SING TO GETHER 鄧麗君〈テレサ・テン〉BEST 4 | TAMX-1010                                   |
| 3rd | 1991年10月25日 | 鄧麗君 MTV 卡拉OK                                                              | TALX-1015                                   |

VHS
| 枚  | 発売日         | タイトル                                      | 規格品番                                       |
| --- | -------------- | --------------------------------------------- | ---------------------------------------------- |
| 1st | 1986年2月1日   | テレサ・テン コンサート・ライブ               | 98TV-1005/UPVH-1012 LD:LO78-9012/TALX-1022     |
| 2nd | 1990年12月14日 | テレサ・テン ビデオ・コレクション〜涙の条件〜 | TAVX-1004                                      |
| 3rd | 1995年7月26日  | テレサ・テン メモリーズ 星願                  | TAVX-1021 LD:TALX-1021 DVD:UPBH-1011/UPBH-9078 |
| 4th | 1998年3月1日   | テレサ・テン 演歌の花道                       | TAVX-1025                                      |
| 5th | 2002年3月27日  | テレサ・テン フォーエヴァー                   | UPVH-1054 DVD:UPBH-1054                        |

## 受賞歴
| 年     | 賞                                                   | 賞名                                | 受賞作品                        |
| ------ | ---------------------------------------------------- | ----------------------------------- | ------------------------------- |
| 1974年 | 第3回銀座音楽祭                                      | 新人賞                              | 空港                            |
| 1974年 | 第7回新宿音楽祭                                      | 審査員特別奨励賞·銅賞               | 空港                            |
| 1974年 | 第16回日本レコード大賞                               | 新人賞                              | 空港                            |
| 1984年 | 第17回全日本有線放送大賞·上半期                      | 優秀スター賞                        | つぐない                        |
| 1984年 | 第10回日本演歌大賞                                   | ベストヒット賞                      | つぐない                        |
| 1984年 | 第17回日本有線大賞                                   | 大賞                                | つぐない                        |
| 1984年 | 第17回日本有線大賞                                   | ベストヒット賞                      | つぐない                        |
| 1984年 | 第17回日本有線大賞                                   | 有線音楽賞                          | つぐない                        |
| 1984年 | 第17回全日本有線放送大賞                             | グランプリ                          | つぐない                        |
| 1984年 | 第17回全日本有線放送大賞                             | 優秀スター賞                        | つぐない                        |
| 1984年 | 第17回日本作詩大賞                                   | 入賞                                | つぐない                        |
| 1985年 | 第18回日本有線大賞                                   | 大賞                                | 愛人                            |
| 1985年 | 第18回日本有線大賞                                   | 有線音楽賞                          | 愛人                            |
| 1985年 | 第18回日本有線大賞                                   | ベストヒット賞                      | 愛人                            |
| 1985年 | 第18回全日本有線放送大賞                             | グランプリ                          | 愛人                            |
| 1985年 | 第18回全日本有線放送大賞                             | 優秀スター賞                        | 愛人                            |
| 1985年 | 第18回日本作詩大賞                                   | 入賞                                | 愛人                            |
| 1986年 | 第28回日本レコード大賞                               | 金賞                                | 時の流れに身をまかせ            |
| 1986年 | 第6回日本作曲大賞                                    | 大賞                                | 時の流れに身をまかせ            |
| 1986年 | 第19回日本有線大賞                                   | 大賞                                | 時の流れに身をまかせ            |
| 1986年 | 第19回日本有線大賞                                   | 有線音楽賞                          | 時の流れに身をまかせ            |
| 1986年 | 第19回日本有線大賞                                   | ベストヒット賞                      | 時の流れに身をまかせ            |
| 1986年 | 第19回全日本有線放送大賞                             | グランプリ                          | 時の流れに身をまかせ            |
| 1986年 | 第19回全日本有線放送大賞                             | 優秀スター賞                        | 時の流れに身をまかせ            |
| 1987年 | 第20回日本有線大賞（日本有線大賞20周年記念特別番組） | 20周年特別期待賞                    | つぐない                        |
| 1987年 | 第20回日本有線大賞                                   | 有線音楽賞                          | 別れの予感                      |
| 1988年 | 第21回全日本有線放送大賞·上半期                      | グランプリ                          | 別れの予感                      |
| 1988年 | 第21回全日本有線放送大賞                             | 優秀スター賞                        | 別れの予感                      |
| 1988年 | 第21回日本有線大賞                                   | 有線音楽賞                          | 別れの予感                      |
| 1988年 | 第8回日本作曲大賞                                    | 入賞                                | 恋人たちの神話                  |
| 1990年 | 第5回日本ゴールドディスク大賞                        | アルバム賞（歌謡曲・演歌部門）      | 90ベストコレクション - 涙の条件 |
| 1995年 | 第37回日本レコード大賞                               | 特別功労賞                          | [-]                             |
| 1995年 | 第28回日本有線大賞                                   | 有線功労賞                          | [-]                             |
| 1995年 | 第10回日本ゴールドディスク大賞                       | アルバム賞（歌謡曲・演歌部門 女性） | Super Selection                 |
| 1996年 | 第11回日本ゴールドディスク大賞                       | アルバム賞（歌謡曲・演歌部門 女性） | Recollection 〜追憶〜           |

## NHK紅白歌合戦出場歴
| 年度/放送回               | 回 | 曲目                     | 出演順 | 対戦相手   |
| ------------------------- | -- | ------------------------ | ------ | ---------- |
| 1985年（昭和60年）/第36回 | 初 | 愛人                     | 5/40   | 千昌夫     |
| 1986年（昭和61年）/第37回 | 2  | 時の流れに身をまかせ     | 13/40  | 山川豊     |
| 1991年（平成3年）/第42回  | 3  | 時の流れに身をまかせ (2) | 41/56  | さだまさし |

（注意点）
- 対戦相手の歌手名の()内の数字はその歌手との対戦回数、備考のトリ等の次にある()はトリ等を務めた回数を表す。
- 曲名の後の（○回目）は紅白で披露された回数を表す。
- 出演順は「（出演順）／（出場者数）」で表す。

## 出演

### テレビドラマ
- 子供が見てるでしょ! 第7話「愛人」（1985年、TBS） - 本人役

### 人形劇
- ヤンマーファミリーアワー 飛べ!孫悟空（1978年、TBS） - テレサ姫 役

## パチンコ
- 2005年に大一商会からテレサをフィーチャーしたパチンコ機『CRテレサ・テン』が登場。テレサの曲が実写映像込みでふんだんに使われている。

## 関連番組、再現ドキュメント及び演じた女優・歌手
- 渡辺美穂子 - テレビ「夢用絵の具　見果てぬ夢のピンク〜テレサ・テン〜」（1997年9月25日 NHK）
- エンレイ - ミュージカル『何日君再来』（2007年5月4日 - 5月22日日生劇場ほか）
- 木村佳乃 - 『テレサ・テン物語〜私の家は山の向こう』（2007年6月2日放送、テレビ朝日）
- 「歌謡ドキュメント　テレサ・テン」（2012年4月7日放送　19:00 - 20:54 BS朝日　オールアウト）
- 「テレサ・テン生誕60周年スペシャル 〜たっぷり聞かせます魅惑の歌声30曲〜」（2013年3月10日放送　19:00 - 20:54 BS-TBS　オールアウト）
- 「映像の世紀バタフライエフェクト　我が心のテレサ・テン」（2022年5月30日放送　22:00−22:45 NHK）
- ミシェル・チェン - 『テレサ・テン 歌姫を愛した人々』（2024年、中国・台湾合作ドラマ）

## 関連文献
- 平野久美子著『テレサ・テンが見た夢』晶文社、1996年、ISBN 4794962525
- 宇崎真・渡辺也寸志著『テレサ・テンの真実』徳間書店、1996年、ISBN 4198604134
- 篠崎弘著『カセット・ショップへ行けばアジアが見えてくる』朝日新聞社、1988年、ISBN 4022558660
- 上村幸治著『台湾 アジアの夢の物語』新潮社、1994年、ISBN 4104016012
- ファンキー末吉・古川典代共著『中国語で歌おう！まるごとテレサ・テン編』アルク、2001年、ISBN 475740381X
- 有田芳生著『私の家は山の向こう―テレサ・テン十年目の真実』文藝春秋、2005年、ISBN 9784163668406
- 鈴木章代著『純情歌姫“テレサ・テン最後の八年間”』角川書店、2007年4月10日、ISBN 9784048839457